# Antilia (Gebäude)

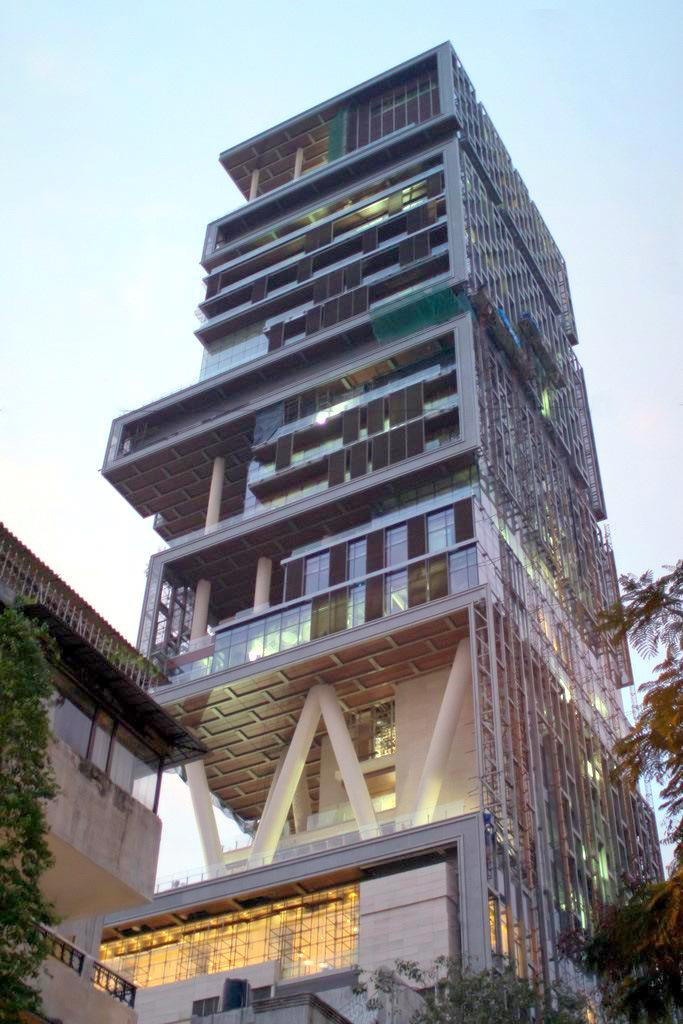
Blick auf das Antilia-Gebäude von der Altamount Road aus

Antilia ist das größte und teuerste private Wohnhaus der Welt. Das Hochhaus steht in Mumbai im indischen Bundesstaat Maharashtra. Das Antilia-Gebäude gehört dem reichsten Menschen Indiens, dem Milliardär und Petrochemie-Unternehmer Mukesh Ambani und ist nach der mythischen Insel Antilia benannt. Das Gebäude wurde im November 2010 eingeweiht. Es ist 173 Meter hoch und hat 27 Stockwerke mit besonderer Deckenhöhe; ein normales Hochhaus dieser Höhe hätte zwischen 40 und 50 Stockwerke.

## Entwurf
Der Entwurf stammt vom Architekturbüro Perkins and Will aus Chicago. Die Architektur des Gebäudes ist von den Hängenden Gärten von Babylon inspiriert.
Die Idee zu dem Haus kam Ambanis Gattin Nita 2005 während eines Besuchs im Mandarin Oriental New York. Der Blick aus dem 1.300 m² großen Spa-Bereich im 35. Stockwerk über den Central Park in Kombination mit dem modernen asiatischen Interieur beeindruckte sie so sehr, dass sie für den Bau von Antilia dieselben Firmen beauftragte, die für das Design des Hotels zuständig waren: das in Chicago ansässige Architekturbüro Perkins & Will und das Innenarchitekturbüro Hirsch Bedner Associates (mit weltweit 13 Firmensitzen). Begonnen wurde der Bau von der Baufirma Leighton Holdings und später von einer anderen Firma fortgesetzt.

## Baukosten
Nach Angaben eines Sprechers Ambanis lagen die Baukosten bei 50 bis 70 Millionen US-Dollar.
Viele Medien hatten berichtet, dass das Haus weltweit das erste Wohnhaus sein werde, das eine Milliarde US-Dollar gekostet hat und damit das teuerste Privathaus der Welt sein würde; ein Artikel zitiert die Summe von 2 Milliarden, wobei fraglich ist, ob damit wirklich US-Dollar gemeint sind. Ein Vergleich mit dem derzeit höchsten Gebäude der Welt, dem Burj Khalifa, dessen Baukosten auf 1,5 Milliarden US-Dollar geschätzt werden, legt nahe, dass die Kosten des Antilia falsch verbreitet wurden, bzw. Rupien und US-Dollar vertauscht wurden.

## Beschreibung

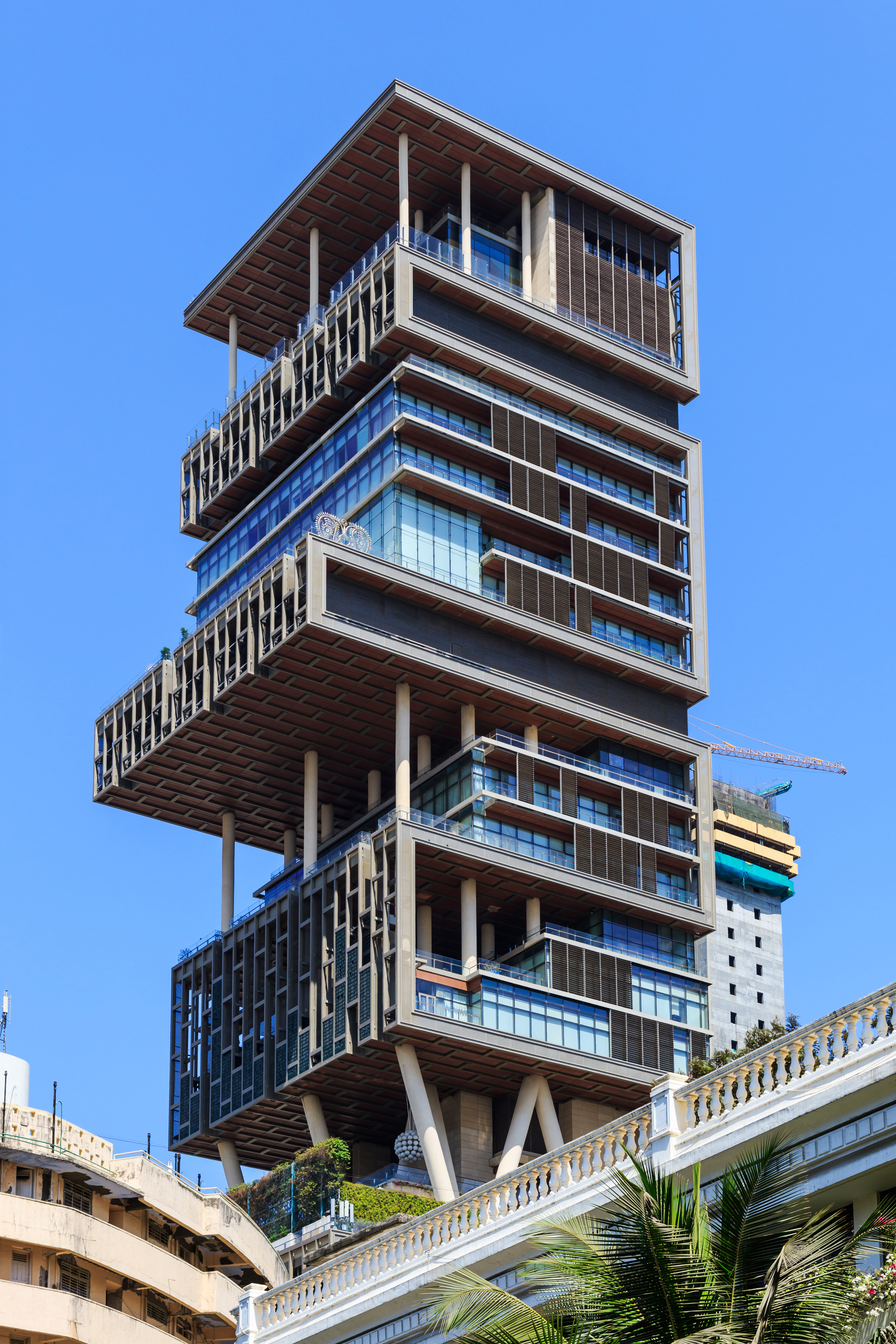

Der Familie Ambani mit ihren drei Kindern steht eine Wohnfläche von ungefähr 37.000 Quadratmetern zur Verfügung. Das ist mehr als die Fläche des Schlosses von Versailles.
Die eigentliche Kernwohnung der Familie Ambani wird in den obersten vier Etagen liegen. Mukesh Ambanis Mutter Kokilaben Ambani wohnt mit im Haus. Der Familie sollen 600 angestellte Ganztagskräfte an Hauspersonal zur Verfügung stehen, die teilweise im Gebäude wohnen.
Das „Einfamilienhaus“ ist mit allen möglichen Annehmlichkeiten ausgestattet, wie beispielsweise einem kleinen Kino mit einer Kapazität von 50 Plätzen im achten Stockwerk, drei bis vier Etagen mit hängenden Gärten (mit Freiluftbereich und Rasen), einer Panoramaplattform mit Blick auf das Arabische Meer und die Skyline von Mumbai.
Die „Gesundheitsetage“ wird ein Schwimmbecken (insgesamt gibt es mehrere im Haus), Jacuzzi, Solarium, ein Tanz- und ein Yogastudio, Fitnessräume, einen Spa-Bereich und einen „Eisraum“ beherbergen. In dieser Kühlkammer kann Schnee von der Decke schneien, um sich von der tropischen Hitze in Mumbai abzukühlen.
Das Hochhaus soll drei Hubschrauberlandeplätze haben, einschließlich einer eigenen Flugverkehrskontroll-Zone im Luftraum über dem Hochhaus.
Die untersten sechs Etagen des Hauses dienen als Parkhaus mit 168 Stellplätzen für die Familie und für Gäste. In der siebten Etage liegt die hauseigene Autowerkstatt zur Instandhaltung der Fahrzeugflotte. Eine weitere Etage dient als Rettungsetage. Auch Gästeappartements wird es im Haus geben. Die Konstruktion des Gebäudes ist so ausgelegt, dass es einem Erdbeben bis zur Stärke 8 standhält.
Oberhalb der sechs Parketagen gibt es eine Etage mit einer großen Lobby mit neun Aufzügen, zahlreichen Lounges und Lagerräumen. Zwei Aufzüge fahren zu den Parketagen, drei zu den Gästequartieren, zwei Aufzüge zum Wohnbereich der Ambanis und zwei Aufzüge sind für den Service vorgesehen. Von der Lobby aus führt eine breite Doppeltreppe nach unten in den großen Ballsaal mit Bühne, der die Höhe von zwei normalen Etagen hat und dessen Decke über und über mit Kristallleuchtern behängt ist. Außerdem gibt es eine große Küche, die genauso groß ist wie der Ballsaal und hunderte von Gästen versorgen kann.
Ein gestalterisches Grundelement beim Bau des Gebäudes war die Berücksichtigung des indischen Vastu-Vidya-Prinzips. Dabei soll durch die strategische Platzierung von Materialien, Räumen und Objekten der Energiefluss durch das Gebäude positiv beeinflusst werden. Die Inneneinrichtung wird deutlich indische Züge tragen und überwiegend aus Indien stammen. Noch dazu sollten sich die Materialien in den verschiedenen Etagen nicht wiederholen.

## Lage
Das Gebäude steht auf dem Cumballa Hill auf einem 4532 m² großen Grundstück in der Altamount Road (offiziell heißt die Straße S. K. Barodawalla Marg), einer der zehn teuersten Straßen der Welt, in einem gehobenen Wohngebiet in Süd-Mumbai. In dieser Straße wohnen einige Bollywood-Stars und Wirtschaftsgrößen, und auch einige Konsulate findet man dort. Die Bodenpreise bewegen sich dort ab 10.000 US-Dollar je Quadratmeter aufwärts. Das Grundstück, auf dem das Gebäude steht, gehört einer Stiftung für Waisenkinder und war eigentlich nicht verkäuflich.
Parallel zur Altamount Road verläuft die bekanntere Pedder Road.(Lage) Mukesh Ambani hatte schon einmal an der Altamount Road gewohnt, im ersten Wolkenkratzer Indiens, dem „Usha Kiran Building“.

## Öffentliche Reaktionen
Der indische Journalist Praful Bidwai nannte zu Beginn der Bauzeit die Spaltung zwischen Arm und Reich obszön und sagte, es gebe zunehmende Empörung über solche absurden Ausgaben.
„Kritiker betonen, das Haus entstehe in einer Stadt, in der Millionen von Menschen kein Dach über dem Kopf haben und nicht wissen, wovon sie sich ernähren sollen.“ (Hasnain Kazim, Spiegel Online)
Bisher wohnten die Ambanis in einem 22-stöckigen Hochhaus (Sea Wind), in dessen Umgestaltung sie mehrere Jahre investiert hatten, um es auf ihre individuellen Wohnwünsche zuzuschneiden. Laut zahlreichen, im Jahr 2011 veröffentlichten Pressemeldungen sei Ambani nach der Fertigstellung des Hauses nicht eingezogen, weil kritischen Stimmen zufolge die Architektur nicht der spirituellen indischen Architekturlehre Vastu entspräche. Nita Ambani widersprach 2012 diesen Meldungen.